# 犯罪捜査官ネイビーファイル

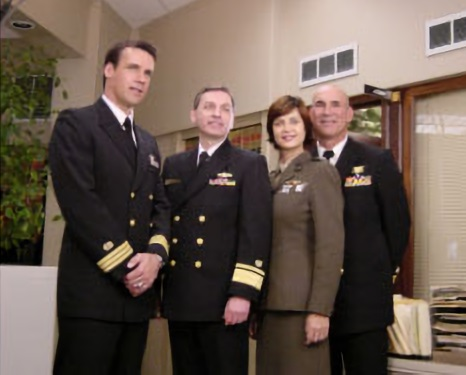
スタジオを訪問した海軍法務部長ドナルド・グーター海軍少将と出演者たち、2001年2月。左からエリオット、グーター少将、ベル、ジャクソン

『犯罪捜査官ネイビーファイル』（はんざいそうさかんネイビーファイル、原題: JAG）は、アメリカのパラマウント・ピクチャーズ（正確には、同社のテレビ番組製作・配給部門であるパラマウント・テレビジョン）製作により、1995年から2005年までCBSネットワーク（第1シーズンのみNBCで放送。後述）で放送された連続テレビドラマである。

## 概要
物語は、アメリカ海軍法務部（w:Judge Advocate General's Corps. 法務部は三軍全てにある兵科の一つ）に所属する主人公たちが、世界各地で展開するアメリカ海軍や同海兵隊内で起こった犯罪・事件の捜査や弁護活動、あるいは検察活動などに、法務官として活躍するものである。
軍事法典（軍法）により軍隊内の事件を裁く軍法会議のため、一般の民事裁判とは手続きや進行などはやや異なるが、陪審や証言宣誓などアメリカ法独特の制度を忠実に描写している法廷劇（裁判ドラマ）となっている。
また、ドラマ放映の1990年代〜2000年代当時のアメリカの世相・国際関係を反映し、一部の国名・組織名およびその指導者名が具体的に登場する。
日本に関するところでは、沖縄米兵少女暴行事件により対米感情が悪化した様子が描写された回もある。ただし映像は必ずしも正確でなく、韓国のデモ活動の映像が沖縄のものとして扱われている。その後第4シーズン「横須賀の悪夢」において、この事件をモデルとしたエピソードが制作された。
他、現役軍人としてベトナム戦争経験者も多く登場する。

## あらすじ
主人公のハーモン・ラブ・ジュニア大尉（シリーズ途中で昇進、最終的に大佐）は、戦況の激しい地中海に展開する空母「シーホーク」をはじめ、アメリカ全土・世界各地を舞台に、知性と誠実さで、様々な事件・陰謀の真実を暴き出す。

## 登場人物
階級は最終シーズンまでの最終階級

### メインキャスト
“ハーム”ハーモン・ラブ・ジュニア（Harmon "Harm" Rabb, Jr.）
演 - デビッド・ジェームズ・エリオット、日本語版：宮本充
海軍大尉（のち、第1シーズンで少佐、シリーズ中盤で中佐、10シーズンで大佐に昇進）。
幼い頃にベトナム戦争において戦闘任務飛行中に行方不明となった海軍のF-4戦闘機パイロットであった父“ハンマー”の志を継いでアメリカ海軍に入隊し、F-14トムキャット戦闘機のパイロットを務めていた。しかし夜盲症が原因で、悪天候下の夜間に空母「シーホーク」への着艦を試みた際に事故を起こしたために航空部隊を離れて法務部へ異動し、法務士官として活躍する。操縦士の資格を保有したまま法務士官を務めているため、以降のシリーズ中でも、しばしば、彼がF-14に搭乗するエピソードが製作・放送され、短期間だが法務部から空母乗り組みに転じてもいる。
第1シーズンでは、イベリア航空の客室乗務員のマリアというガールフレンドがいた。第2シーズン以降のパートナーであるマックは、ハーモンにとって妹のような存在だったダイアンにそっくりであり、初対面時には戸惑う。その後は、マックとの微妙な関係が続く。
1963年10月25日生まれ、認識番号は「989548301」。
“マック”サラ・マッケンジー（Sarah "Mac" MacKenzie）
演 - キャサリン・ベル、日本語版：田中敦子
海兵隊中佐。第2シーズン以降のハーモンのパートナー。幹部候補生学校（OCS）の出身である。少女時代、アルコール依存症に陥り、自分を立ち直らせてくれた叔父に深い感謝と恩義を感じている。
“メグ”ミーガン・オースティン（Megan "Meg" Austin）
演 - トレーシー・ニーダム、日本語版：佐々木優子
海軍中尉。第1シーズンにおける、ハーモンのパートナー。第3・9シーズンにも登場する。コンピューター犯罪の専門家だが、閉所恐怖症である。たびたび、敵の男性に言い寄られたり拘束されるなどして窮地に陥る反面、「潜入！女性海兵部隊」においては新兵として部隊に潜入し、新兵訓練を乗り切る心身のタフさを併せ持つ。テキサス州の牧場出身。第2シーズンでは転属となり、その際にバドを推薦していった。
ハーモンに対してはパートナーとして以上の好意を抱き、クレニックに対し嫉妬していた。
“バド”バドリック・ロバーツ・ジュニア（Budrick J. "Bud" Roberts Jr.）
演 - パトリック・ラビオートー、日本語版：古田信幸
海軍大尉。空母「シーホーク」広報担当士官から法務部に転属してロースクールに通い、法務士官となる。
“A・J”アルバート・ジェスロ・チェグウィデン（Albert Jethro "A.J." Chegwidden）
演 - ジョン・M・ジャクソン、日本語版：有本欽隆
海軍少将。特殊部隊「シールズ」出身の法務部長で、ハーモンの上司。ベトナム戦争ではフェニックス作戦にも関与し、第2シーズン「狙われた少将」ではその因縁から自身の生命を狙われ、交際相手を失うという悲劇にも見舞われる。第9シーズンで退役する。
“スタージス”ピーター・ユリシーズ・ターナー（Peter Ulysses "Sturgis" Turner）
演 - スコット・ローレンス、日本語版：竹田雅則
海軍中佐。ハーモンと海軍兵学校同期で潜水艦乗組員出身の法務士官。
“ジェン”ジェニファー・コーツ（Jennifer "Jen" Coates）
演 - ゾー・マクラーレン、日本語版：斉藤梨絵
海軍准尉。タイナーの後任の事務係下士官。

### サブキャスト
“ケイト”ケイトリン・パイク（"Kate" Pike）
演 - アンドレア・パーカー、日本語版：土井美加→斎藤恵理
米海軍の法務士官で、第1シーズン「女性パイロット失踪事件」におけるハーモンのパートナー。空母への乗艦は、この事件の捜査が初めて。海軍兵学校及びハーバード大学出身。大尉に昇任後、沖縄に転属し、沖縄でのパートナーだったブロックマン中佐と一時交際していた。第6シーズンにも再登場する。
ハリエット・シムズ（Harriett Sims）
演 - カリー・ターナー、日本語版：小林さやか→相楽恵美→加藤優子
ロバーツの後任として空母「シーホーク」広報担当士官となった後、法務部職員に転属。ロバーツと結婚する。
ジェイソン・タイナー（Jason Tiner）
演 - チャック・キャリントン、日本語版：谷川俊→平川大輔→土田大
チェグウィデン法務部長の事務係下士官。
ヴィクター・ガリンデス（Victor Galindez）
演 - ランディ・ヴァスケス、日本語版：室園丈裕
ローレン・シンガー（Loren Singer）
演 - ナンシー・チェンバース、日本語版：吉田陽子
クレイトン・ウェッブ（CIA Special Agent Clayton Webb）
演 - スティーヴン・カルプ、日本語版：大滝進矢
CIA工作員。第2シーズン「消えた独立宣言書」でハーモンに弱みを握られて以来、時には嫌々ながらも何かと協力する。重度のマザーコンプレックス。
“ボビー”ロバータ・レイサム（Congresswoman Roberta "Bobbi" Latham）
演 - アン・マリー・ジョンソン、日本語版：唐沢潤
下院議員。下院国家安全保障小委員会委員長。
“ビフ”ゴードン・M・クレスウェル（Gordon M. "Biff" Cresswell）
演 - デイヴィッド・アンドルーズ
海兵隊少将。チェグウィデンの後任法務部長。
アリソン・クレニック（Alison Krennick）
演 - アンドレア・トンプソン
米海軍の法務士官で法務部の次席（第1シーズンのみ）。「正当防衛の条件」で初登場時は、ブーンの射撃をめぐる検察役を務めたが、その後はハーモンの先輩としてたびたび彼をからかい誘惑する。冷静沈着な性格で「暗殺者“ヘムロック”」でメグが銃撃されたうえ自身が狙われた際も、犯人の顔を覚えスケッチで再現した。第9シーズンで再登場。第10シーズンでは登場はしないが大佐になっており、チェグウィデンの後任法務部長候補の一人に上げられている。

### その他
“キャグ”トーマス・ブーン（Thomas "CAG" Boone）
演 - テリー・オクィン、日本語版：池田勝
米海軍のベテランパイロットで、「シーホーク」の飛行隊長（Commander, Air Group. 略称CAG）。飛行時間は1万時間を超え、うち900時間超は戦闘による。厳しい人物だが、女性軍人を戦闘艦に乗せるべきでないという個人的意見を持っており、たびたび疑いの目で見られる。しかし任務の上では男女を対等かつ公平に扱い、また命令や規則より部下の生命を第一に考えている。ハーモンの父“ハンマー”の戦友であり、ハンマーの失踪の際、燃料不足と誤認したことでハンマーを残したまま帰還したことを心に残している。
“アル”アルバート・ブロヴォ（Albert "Al" Brovo）
演 - ケヴィン・ダン
少将。第1シーズン開始時の法務部長。
その他
- アレクサンダー・ネルソン (Alexander Nelson) （海軍長官） - ポール・コリンズ
- エドワード・シェフィールド (Edward Sheffield) （海軍長官） - ディーン・ストックウェル
- “マイキー”マイケル・ロバーツ (Michael "Mikey" Roberts) （候補生） - マイケル・ベリサリオ（日本語版：川島得愛）
- “ミック”マイケル・ブランビー (Michael "Mic" Brumby) （オーストラリア海軍少佐） - トレヴァー・ゴダード（日本語版：寺杣昌紀）
- “テディ”セオドア・リンゼー（Theodore "Teddy" Lindsey） - ウィリアム・キップ・ストラットン（日本語版：大滝進矢）

## 出演者について
- ローレン・シンガーを演じたナンシー・チェンバースは、ハーモンを演じたデヴィッド・ジェームズ・エリオットと結婚した。
- キャサリン・ベルは、第1シーズン最終話「殺人容疑者ハーモン」における被害者役（ダイアン・ショーク海軍中尉：ハーモンにとって妹のような女性士官）で出演している。
- オーストラリア海軍少佐ミック・ブランビーを演じたトレヴァー・ゴダードは2003年6月7日、違法薬物の中毒により死亡した。当初は自殺説も流れたが、地元のロサンゼルス郡保安局、郡検視局は、薬物の過剰摂取による事故死としている。本作品ではゴダードの死を悼み追悼映像を放送した。映像はワルチング・マチルダをBGMにブランビーの登場部分をつなげたもの。映像の最後はブランビーが帰国する回において、JAGの面々が歌うワルティングマチルダに見送られ、歩み去るブランビーの後姿が映される場面に追悼メッセージを表示して締めくくられた。
- 第9シーズン「疑惑の一撃」に、アメリカ放送当時MLBのオークランド・アスレチックスのエースだったバリー・ジトが本人役ではなく、役名付きで出演している。役どころは海軍野球チームの投手で、故意に相手打者へ死球を与えたと疑惑をかけられるクロフォード兵曹役である。

## 備考
- 企画兼製作総指揮（エグゼクティブ・プロデューサー）は、『私立探偵マグナム』や『超音速攻撃ヘリ エアーウルフ』などのテレビドラマシリーズを手掛けたことで知られるドナルド・ポール・ベリサリオである。アメリカ海兵隊で従軍歴あり。
- アメリカでは、最終シーズンである第10シーズンが2004年-2005年にかけて放送され、2005年4月29日に最終回「翼に風を受けて」が放送された。日本では、スーパーチャンネル(現・スーパー!ドラマTV)において放送され、2009年6月に最終回を迎えた。

## スピンオフ
2003年秋からは、第9シーズンの放送が始まるのと平行して、本作品のスピンオフである「NCIS 〜ネイビー犯罪捜査班」の放送が、本作品と同じくCBSネットワークで開始されており、2014年9月に第12シーズンに突入している。「NCIS〜ネイビー犯罪捜査班」は、本作品の第8シーズン終盤近くの前後編エピソード「Ice queen」「Meltdown」（邦題：「NCISからの訪問者 前編・後編」）が実質的なパイロット版（イントロダクション・エピソード）として扱われている。
日本では、スカイパーフェクTV!で2006年10月に開局したサスペンスシアター FOXCRIMEチャンネルで第1シーズンを放送ののち、第2シーズン以降はFOXチャンネルで放送され、2015年2月12日からは第12シーズンが放送。

## ネットワークの変更
第1シーズン終了直前に、NBCは打ち切りを決定。しかし、CBSで引き続き製作されることになり、シリーズではあるが第2シーズンは実質上は仕切りなおされてスタートした。このため、第1シーズン最終回との整合性を欠いたままで第2シーズンが始まっており、物語に矛盾が生じている。
アメリカのドラマでは次のシーズンへ視聴者の関心をひきつけるため、クリフハンガーと呼ばれる手法（具体的には主人公が生命や立場の危機に追い込まれる等）が多く行われており、本作品においても第1シーズン最終回でハーモンが殺人事件の被疑者として逮捕されている。
しかし、TV局が変わったことによる契約上の制約か前述の仕切りなおしによるものかは不明だが、いつの間にか釈放されていたことになっている。このようなアメリカの事情を知らない日本の視聴者は、放送局がチェンジしていないため面食らったといえる。なお、のちの第3シーズンにおいて、嫌疑の晴れるエピソードが製作・放送されている。番組を放送するネットワークが変わるということはアメリカでは珍しいことではないが、大手から中小へではなく、3大ネットワーク間での移籍は珍しいと言われている。

## 放映年月日
以下はアメリカにおいての放映リストであり、日本でのシーズン放送の順番のそれとは相違があるので注意が必要である。
- 第1シーズン　1995年9月30日〜1996年7月　全21話（最終回は当初は放映されず、日本放映時は最終回を前後編にしたため、全22話）
- 第2シーズン　1997年1月3日〜1997年4月18日　全15話
- 第3シーズン　1997年9月23日〜1998年5月19日　全24話
- 第4シーズン　1998年9月22日〜1999年5月25日　全24話
- 第5シーズン　1999年9月21日〜2000年5月23日　全25話
- 第6シーズン　2000年10月3日〜2001年5月22日　全24話
- 第7シーズン　2001年9月25日〜2002年5月21日　全24話
- 第8シーズン　2002年9月24日〜2003年5月20日　全24話
- 第9シーズン　2003年9月26日〜2004年5月21日　全24話
- 第10シーズン　2004年9月24日〜2005年4月29日　全22話

## 放送局
| 国名             | 放送局名                                  | シーズン      | 備考             |
| ---------------- | ----------------------------------------- | ------------- | ---------------- |
| アメリカ合衆国   | NBC                                       | シーズン 1    |                  |
|                  | CBS                                       | シーズン 2-10 |                  |
|                  | USAネットワーク                           |               | シンジケーション |
|                  | w:Hallmark Channel                        |               | シンジケーション |
| オーストラリア   | Seven Network                             |               |                  |
| オーストリア     | SAT.1 Österreich                          |               |                  |
| ベルギー         | VT4                                       |               |                  |
| アルゼンチン     | Universal                                 |               | 元 USA Network   |
| ブラジル         | Universal                                 |               | 元 USA Network   |
| カナダ           | w:History Television                      |               | シンジケート     |
| チリ             | Universal Channel                         |               |                  |
| チェコ           | w:TV Nova                                 |               |                  |
| デンマーク       | TV3 & TV3+                                |               |                  |
| フィンランド     | YLE TV2                                   |               |                  |
| フランス         | France 2                                  |               |                  |
| ドイツ           | w:SAT.1                                   |               |                  |
|                  | Kabel 1                                   |               |                  |
| インド           | w:Star World                              |               |                  |
| イスラエル       | hot 3                                     |               |                  |
| イタリア         | RAI                                       |               |                  |
|                  | LA7                                       |               |                  |
| オランダ         | w:SBS 6                                   |               |                  |
| ニュージーランド | TV3                                       |               |                  |
| ニカラグア       | Canal 2                                   |               |                  |
| ノルウェー       | TV3                                       |               |                  |
|                  | w:ZTV                                     |               |                  |
| ポーランド       | TVP1                                      |               |                  |
|                  | w:Polsat                                  |               |                  |
| 南アフリカ       | SABC 3                                    |               |                  |
| スペイン         | w:Antena 3                                |               |                  |
| スリランカ       | ETV                                       |               |                  |
| スウェーデン     | TV3                                       |               |                  |
|                  | w:ZTV                                     |               |                  |
| スイス           | SAT.1 Schweiz                             |               |                  |
| イギリス         | FX                                        |               |                  |
| クロアチア       | NOV@ TV                                   |               |                  |
| 日本             | テレビ東京                                | シーズン 1-2  |                  |
|                  | テレビ大阪・他一部UHF系列                 |               |                  |
|                  | スーパーチャンネル(現・スーパー!ドラマTV) | シーズン 1-   | ケーブル&衛星    |

## 他の国の "JAG"
- ベルギー - JAG
- ブラジル - JAG
- チリ - JAG Justicia Militar ("Military Justice")
- チェコ - JAG
- デンマーク - Interne Affærer ("Internal Affairs")
- フィンランド - Kunnian Miehet ("Men of Honour")
- フランス - JAG Juge Avocat General
- ドイツ - JAG Im Auftrag der Ehre ("On Behalf of Honor")
- ハンガリー - JAG Becsületbeli Ügyek ("On Behalf of Honor")
- イタリア - JAG - Avvocati in divisa ("Lawyers in Uniform")
- オランダ - JAG
- ニカラグア - JAG Justicia Militar ("Military Justice")
- ノルウェー - JAG
- ポーランド - JAG - Wojskowe Biuro Śledcze
- スペイン - JAG, Alerta Roja (Red Alert)
- スウェーデン - På heder och samvete ("On Behalf of Honor and Conscience")
- ウクライナ - Слідчі ВМФ ("Navy Investigators")
- イスラエル - JAG (In Hebrew: ג'אג)

## 映像商品
- 2006年12月22日、パラマウント・ホーム・エンタテインメント・ジャパンより、第1シーズンのDVD-BOXが発売された。以降、第2シーズンは2007年8月24日に、第3シーズンは2008年5月23日に発売されている。何もテレビ放送時の吹替の欠落部分を同一キャストで追加録音している[10]。

## 音楽商品
- 2010年5月5日、アメリカのIntradaより、初のオリジナル・サウンドトラック盤がCDにて発売された。品番:MAF 7107。パイロット版とシリーズ中の1エピソード“Cowboys and Cossacks”から計28曲を収録。